# Archipelag GUŁag
Archipelag GUŁag 1918–1956: próba analizy literackiej (ros. Архипелаг ГУЛАГ) – trzytomowe dzieło Aleksandra Sołżenicyna, napisane w formie relacji historycznej, powstałe w latach 1958–1968. Na Zachodzie wydano je po raz pierwszy w 1973, zaś w Związku Radzieckim oficjalnie w 1989 (wcześniej funkcjonowało w obiegu podziemnym).

## Opis
Książka jest świadectwem zbrodniczej działalności systemu komunistycznego w ZSRR. Autor, wykorzystując swoje doświadczenia, pokazał rozwój i rozprzestrzenianie się systemu więziennictwa radzieckiego, którego celem pierwotnym miała być „eliminacja wrogich klas społecznych”. W konsekwencji powstał cały „archipelag” obozów koncentracyjnych i obozów pracy, nazwany od instytucji zarządzającej (Gławnoje Uprawlenije Łagierej) Archipelagiem GUŁag. Dzieło jest świadectwem stopniowego odzierania człowieka z jego godności i zmuszania do niewolniczej pracy pod wzniosłymi hasłami.
Na Zachodzie książka ta wywołała poruszenie, które doprowadziło do rozwiania iluzji na temat systemu komunistycznego oraz osłabienia wpływów komunistów zachodnioeuropejskich.
Pierwsze wydanie w języku polskim w tłumaczeniu Jerzego Pomianowskiego ukazało się w 1974 w Paryżu (Instytut Literacki).